# La Fontaine (Indiana)
Pour les articles homonymes, voir La Fontaine.
La Fontaine est une municipalité américaine située dans le comté de Wabash en Indiana. Lors du recensement de 2010, sa population est de 875 habitants. 

## Géographie
Arrosée par la Grant Creek, La Fontaine se trouve entre les villes de Marion et Wabash.
Selon le Bureau du recensement des États-Unis, la municipalité s'étend sur 0,61 mille carré (1,58 km2).

## Histoire

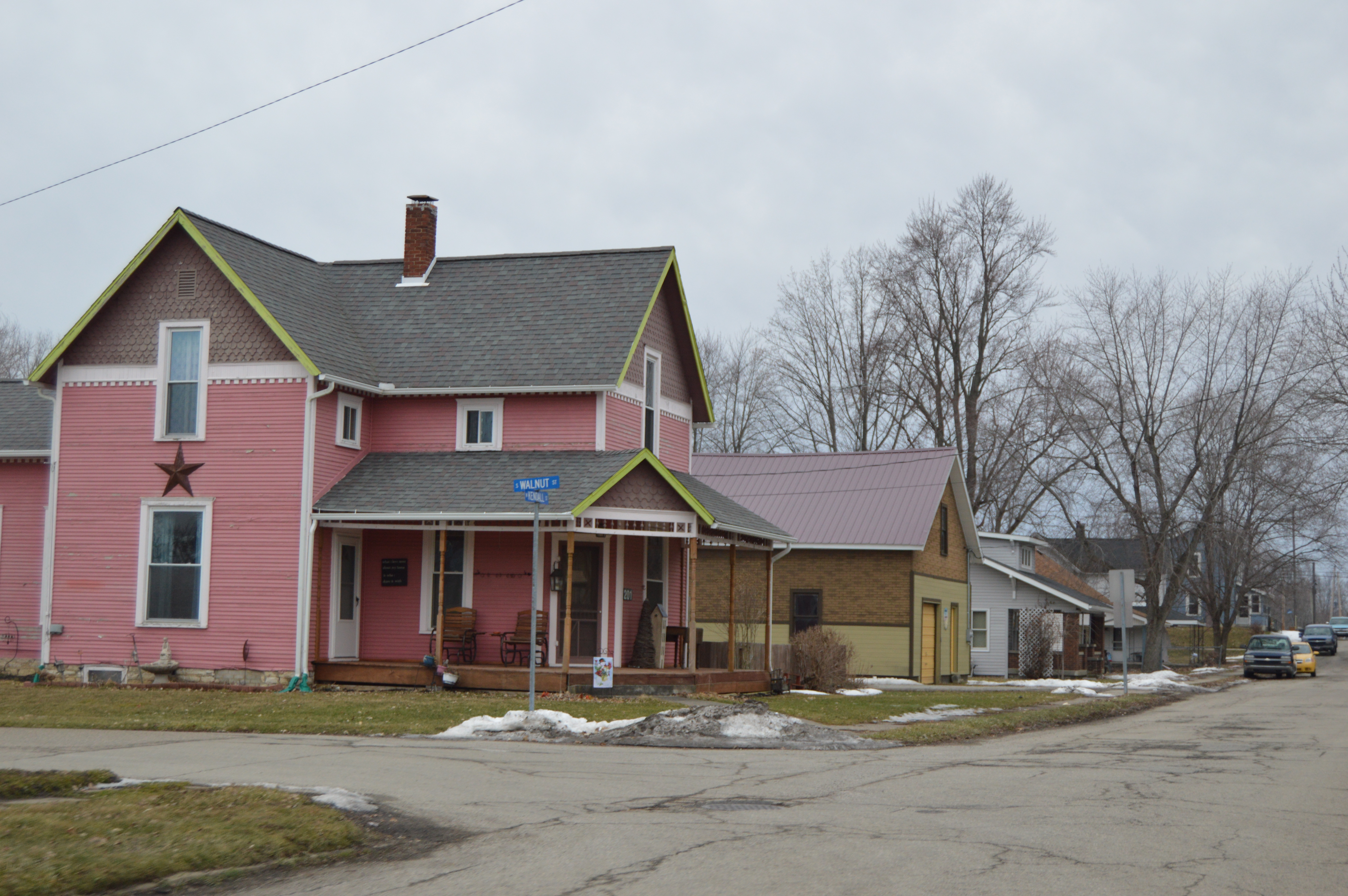
Le quartier historique à l'angle de Walnut et Kendall.

William Grant est le premier Européen à s'implanter sur le site en 1834. La ville d'Ashland est fondée en 1846. Lors de l'arrivée du chemin de fer en 1868, elle change de nom pour éviter toute confusion avec un bureau de poste déjà nommé Ashland, Indiana. Elle est renommée en l'honneur d'un chef des Miamis.
Lorsque la construction des voies est achevée vers 1873, La Fontaine devient une municipalité et le centre commerçant de la zone, au détriment du village voisin d'America (en).
Le quartier historique de La Fontaine, qui comprend plusieurs bâtiments du milieu du XIXe siècle et du début du XXe siècle, est inscrit au Registre national des lieux historiques.